# مذبحة أودي
مذبحة أودي كان هجومًا نفذه الجيش النيجيري في 20 نوفمبر 1999 على بلدة أودي التي تقطنها أغلبية إيجاو في ولاية بايلسا. جاء الهجوم في سياق الصراع الدائر في دلتا النيجر على حقوق السكان الأصليين في موارد النفط وحماية البيئة. يقول الناس عمومًا أن المجزرة أمر بها نظام الرئيس السابق أولوسيغون أوباسانجو ونائب الرئيس أتيكو أبو بكر. وكثيرًا ما دافع الجيش عن أفعاله قائلا إنه تعرض لكمين وهو في طريقه إلى أودي. نتيجة لذلك تصاعدت التوترات قبل دخول القرية.

## المذبحة
قبل المذبحة قُتل 12 من أفراد الشرطة النيجيرية على يد عصابة بالقرب من أودي، وسبعة في 4 نوفمبر والباقي في الأيام التالية. ورداً على ذلك قرر الجيش اقتحام القرية، لكن وردت أنباء عن تعرض الجيش لكمين بالقرب من القرية، فارتفعت حدة التوترات واخترقوا الكمين وتبادلوا إطلاق النار مع المليشيات المسلحة في القرية الذين يُعتقد أنهم يستخدمون السكان المدنيين كغطاء. وأدى هذا الاستفزاز «الكميني» إلى مهاجمة السكان المدنيين ومباني البلدة. تم إحراق كل مبنى في البلدة باستثناء البنك والكنيسة الأنجليكانية والمركز الصحي. حدث كل هذا في عهد الرئيس أولوسيغون أوباسانجو.

## عدد القتلى
تم تقديم مجموعة واسعة من التقديرات لأعداد المدنيين القتلى. خلصت هيومن رايتس ووتش إلى أنه «لا بد أن الجنود قتلوا عشرات المدنيين العزل وأن عدد القتلى بمئات من القتلى محتمل تمامًا». نيمو باسي المدير التنفيذي لمنظمة العمل من أجل حماية البيئة زعم أن ما يقرب من 2.500 مدني قتلوا. وقدرت الحكومة في البداية عدد القتلى بـ 43 بينهم ثمانية جنود.

## المحاكمة
في فبراير 2013 أمرت المحكمة الفيدرالية العليا الحكومة الفيدرالية بدفع تعويضات بقيمة 37.6 مليار نيرة لأهالي أودي. وأدان القاضي لامبي أكانبي في حكمه الحكومة على «انتهاك صارخ لحقوق الإنسان الأساسية للضحايا في التنقل والحياة وامتلاك الممتلكات والعيش بسلام في منازل أجدادهم».